# 李得春 (嘉靖進士)
李得春（？—？），字茂先，一字元甫，號育亭，湖廣承天府鍾祥縣人，民籍，明朝政治人物。

## 生平
嘉靖三十一年（1552年）壬子科湖廣鄉試第五十八名舉人。嘉靖三十二年（1553年）中式癸丑科會試第三百四十八名，三甲第二百三十一名進士。大理寺观政，授福建邵武府推官，选授礼科给事中，三十七年九月条陈镇刑狱六事。后任直隶广德州知州。隆慶元年（1567年）二月升雲南按察司佥事，五年正月考察，以不及去职。

## 家族
曾祖李聰；祖父李佐；父李皐，母錢氏。弟应春、近春。